# Sogny-en-l’Angle
Sogny-en-l’Angle ist eine französische Gemeinde im Département Marne in der Region Grand Est. Sie hat eine Fläche von 6,73 km² und 76 Einwohner (2022).

## Geografie
Die Gemeinde Sogny-en-l’Angle liegt etwa 20 Kilometer nordöstlich von Vitry-le-François und wird im Norden vom Fluss Vière begrenzt.
Nachbargemeinden sind: Vanault-les-Dames, Villers-le-Sec, Heiltz-le-Maurupt, Jussecourt-Minecourt und Val-de-Vière.

## Weblinks

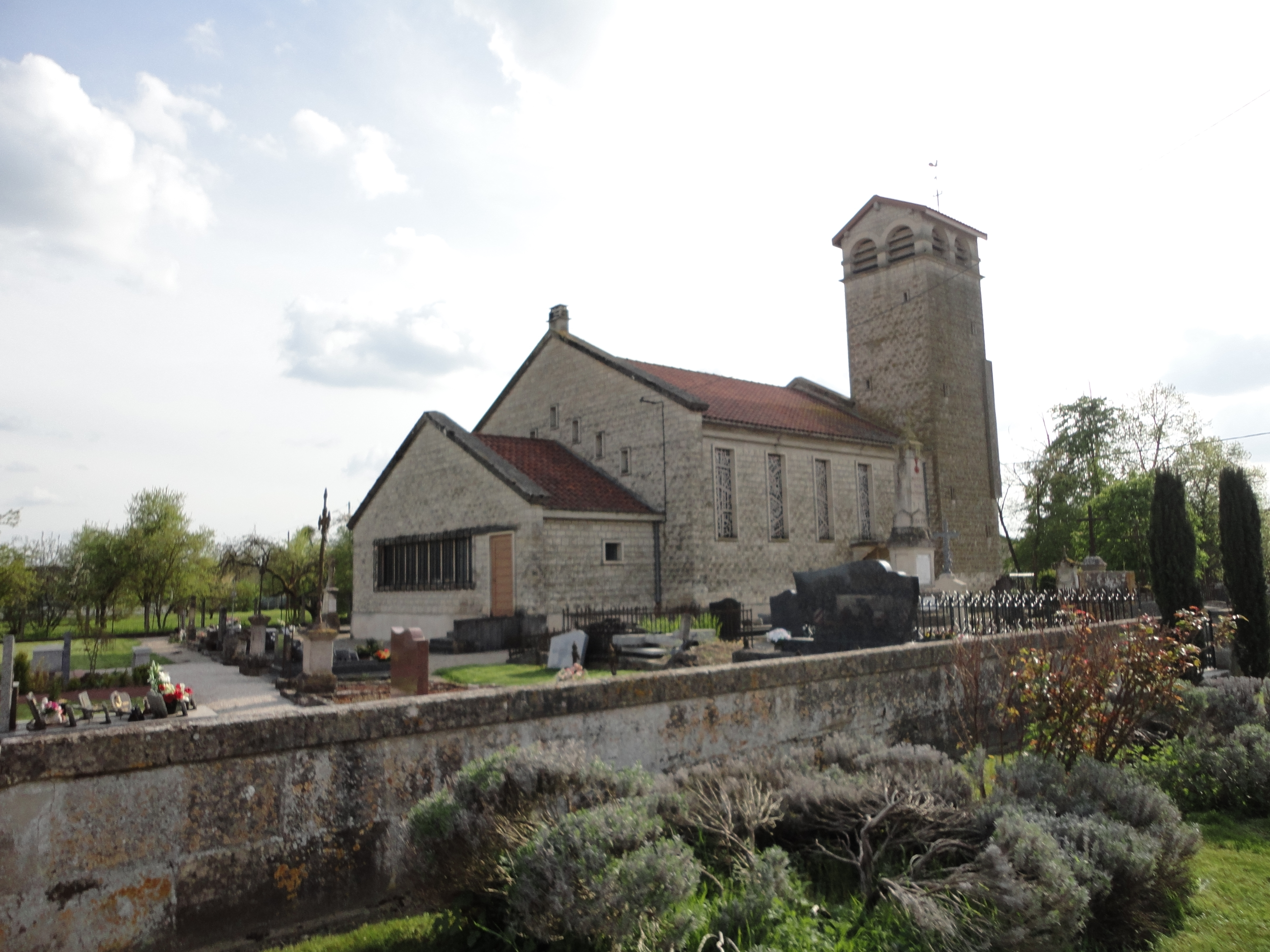
Kirche der Bekehrung des heiligen Paulus

## Bevölkerungsentwicklung
| Jahr                       | 1962 | 1968 | 1975 | 1982 | 1990 | 1999 | 2006 | 2013 | 2018 |
| -------------------------- | ---- | ---- | ---- | ---- | ---- | ---- | ---- | ---- | ---- |
| Einwohner                  | 98   | 80   | 62   | 64   | 57   | 57   | 46   | 52   | 68   |
| Quellen: Cassini und INSEE |      |      |      |      |      |      |      |      |      |